# موسى وولف غولدبرغ
موسى وولف غولدبرغ (بالإستونية: Moses Wolf Goldberg)‏ هو كيميائي إستوني، ولد في 30 يونيو 1905 في Rūjiena ‏ في لاتفيا، وتوفي في 17 فبراير 1964 في مونتكلير ‏ في الولايات المتحدة.